# Sonic & Sega All-Stars Racing
Sonic & Sega All-Stars Racing (jap.: ソニック&セガオールスターズレーシング, Hepburn: Sonikku ando Sega Ōru-Sutāzu Rēshingu), exklusiv für Xbox 360 auch Sonic & Sega All-Stars Racing with Banjo-Kazooie ist ein Rennspiel-Videospiel, das von Sumo Digital entwickelt und von Sega im Februar 2010 erstmals für PlayStation 3, Xbox 360, Wii und Nintendo DS in Nordamerika und Europa veröffentlicht wurde. In den Folgejahren folgten Umsetzungen für Systeme wie den PC und das Smartphone. Aus unbekannten Gründen ist dieses Spiel auf dem japanischen Markt ausschließlich für iOS veröffentlicht worden.
In diesem Rennspiel der Funracer-Kategorie, welche vorwiegend durch Genrevertreter wie der Mario-Kart-Serie bekannt ist, stellt Sonic & Sega All-Stars Racing nach Spielen wie Sonic Drift (1994, Sega Game Gear) oder Sonic R (1997, Sega Saturn) erneut einen Funracer mit Charakteren der Spieleserie Sonic the Hedgehog, aber erstmals auch mit anderen, bekannten Videospielcharakteren von Sega dar.
Die direkten Nachfolger sind Sonic & All-Stars Racing Transformed (2012) und Team Sonic Racing (2019).

## Gameplay
In den Rennen treten acht von je nach Version unterschiedlich vielen von insgesamt 24 wählbaren Fahrern, die durch Computerspieler ergänzt werden, gegeneinander an und fahren drei Runden auf jeder Strecke. Der Erstplatzierte gewinnt die Rennen bzw. im Grand Prix-Modus werden je nach Platzierung Punkte verteilt, die nach allen vier Strecken eines Grand Prix den Gesamtsieger ermitteln. Dabei kann man durch gekonntes Driften und Stunts in der Luft zusätzliche, kurzzeitige Booster-Geschwindigkeit erlangen. Auf den Strecken sind Itemboxen verteilt, die bei Berührung zufällig eines von elf Items zur Verfügung stellen, die per Knopfdruck verwendet werden können:
- Bowling Bomb: Eine explosive Bombe, die der Nutzer des Items vor sich rollt und bestenfalls versucht, gegnerische Mitfahrer zu treffen und damit kurzzeitig auszubremsen (auch in dreifacher Ausführung).
- Manual Rocket: Eine zündbare Rakete, die nach Abschuss auf einen gegnerischen Mitfahrer zielt, um ihn kurzzeitig auszubremsen (auch in dreifacher Ausführung).
- Giant Rocket: Große, zündbare Rakete, die über die Strecke hinwegfegt und zu einem gewünschten Zeitpunkt explodiert werden lassen kann und dabei großen Schaden anrichtet.
- K.O. Glove: Ein Boxschuh, der kurzzeitig aus der Seite des Fahrzeugs herausschlägt, um möglicherweise gegnerische Mitfahrer kurzzeitig auszubremsen (auch in dreifacher Ausführung).
- Mega Horn: Erzeugt Druckwellen, welche gegnerische Mitfahrer bei Kontakt kurzzeitig ausbremsen.
- Mine: Kann auf der Strecke abgelegt werden und wer anschließend hineinfährt, wird kurzzeitig ausgebremst (auch in dreifacher Ausführung).
- Confusing Star: Irritiert und verwirrt den nächstgelegenen, gegnerischen Mitfahrer mit einem horizontal gespiegelten Spielbildschirm und einer kleinen Ausbremsung.
- Pocket Rainbow: Ein Regenbogen, der die gegnerischen Mitfahrer vorübergehend mit einem bunten Farbspektrum irritieren soll.
- Speed Shoes: Vorübergehende, erhöhte Geschwindigkeit, welche gegnerische Mitfahrer zudem rammen kann (auch in dreifacher Ausführung).
- Energy Shield: Erzeugt ein Schutzschild, welches eine einzelne Attacke eines gegnerischen Mitfahrers abwehrt.
- All-Star Move: Für jeden Fahrer ein individuelles Item, welches kurzzeitig einen großen Vorteil durch einen All-Star Move verschafft (beispielsweise Sonic wird mit den Chaos Emeralds zu Super Sonic).

Es kann aus den Spielmodi Grand Prix, Einzelrennen, Missionsmodus, Zeitrennen und Mehrspielermodus gewählt werden, im Anschluss wählt man einen der 20 verfügbaren Fahrer aus bekannten Sega-Spielen und ein Fahrzeug, welches in den Kategorien Auto, Motorrad und Hovercraft mit verschiedenen Vor- und Nachteilen eingestuft wird. Im Grand Prix-Modus kann man in sechs Cups je vier Strecken gegen seine Mitstreiter antreten, im Einzelrennen, Zeitrennen und Mehrspielermodus sind die insgesamt 24 Strecken des Spiels separat wählbar. Im Mehrspielermodus können bis zu vier Spieler via Splitscreen an den Modi Rennen, Arena, King of the Hill, Collect the Emeralds und Capture the Chao teilnehmen. Im Missionsmodus sind Strecke, Fahrer und Fahrzeug in den 64 Missionen vorgegeben und dessen Abschließen wird mit den Rängen AAA, AA, A, B, C, D und E bewertet.

## Charaktere
Zu Beginn des Spiels stehen nur acht Fahrer zur Verfügung, weitere müssen durch Erfolge im Grand Prix- oder Missionsmodus freigespielt werden. Zu den sieben Fahrern aus der Spieleserie Sonic the Hedgehog konnte auf PlayStation 3 und Xbox 360 der Charakter Metal Sonic zusätzlich als Downloadable Content heruntergeladen werden. In der Xbox-360-exklusiven Version Sonic & Sega All-Stars Racing with Banjo-Kazooie stehen zudem Banjo und Kazooie mit ihrem Erscheinungsbild aus Banjo-Kazooie: Schraube Locker (2008, Xbox 360) sowie der Xbox-Avatar zur Verfügung, während die Wii-Version über den eigenen Mii-Charakter verfügt. Der Charakter NiGHTS aus dem Sega-Spiel Nights into Dreams … (1996, Sega Saturn) ist als Flaggenschwenker im Spiel zu sehen.
| Spielbare Charaktere in Sonic & Sega All-Stars Racing | Spielbare Charaktere in Sonic & Sega All-Stars Racing | Spielbare Charaktere in Sonic & Sega All-Stars Racing | Spielbare Charaktere in Sonic & Sega All-Stars Racing | Spielbare Charaktere in Sonic & Sega All-Stars Racing |
| Charakter | Spieleserie                                           | Fahrzeug                                              | All-Star-Move                                         | All-Star-Soundtrack                                   |
| --- | ----------------------------------------------------- | ----------------------------------------------------- | ----------------------------------------------------- | ----------------------------------------------------- |
| Sonic the Hedgehog | Sonic the Hedgehog                                    | Turbo-Künstler                                        | Super Sonic                                           | Invincibility Theme - Sonic Heroes                    |
| Miles Tails Prower | Sonic the Hedgehog                                    | Tornado                                               | Tails Tornado                                         | Believe in Myself - Sonic Adventure 2                 |
| Knuckles the Echidna | Sonic the Hedgehog                                    | Knux-Duster                                           | Emerald Power                                         | Unknown from M.E. - Sonic Adventure 2                 |
| Amy Rose | Sonic the Hedgehog                                    | Rosa Cabriolet                                        | Piko Hammer                                           | My Sweet Passion - Sonic Adventure                    |
| Dr. Eggman | Sonic the Hedgehog                                    | Egg Monster                                           | Missile-Mania                                         | Egg Albatross - Sonic Heroes                          |
| Shadow the Hedgehog | Sonic the Hedgehog                                    | Chaos-Cruiser                                         | Super Shadow                                          | Chaos Control Theme - Shadow the Hedgehog             |
| Big the Cat | Sonic the Hedgehog                                    | Greenhopper                                           | Frosch Gigantisch                                     | Fish Hits! - Sonic Adventure                          |
| Metal Sonic 1 | Sonic the Hedgehog                                    | Metal Booster                                         | Maxium Overdrive                                      | Metallic Madness - Sonic the Hedgehog CD              |
| AiAi | Super Monkey Ball                                     | Bananenmobil                                          | Super Monkey Rolle                                    | Bonus Stage - Super Monkey Ball: Banana Blitz         |
| Alex Kidd | Alex Kidd                                             | Sukopako Motorrad                                     | Peticopter                                            | Main Theme - Alex Kidd in Miracle World               |
| Amigo | Samba de Amigo                                        | Sonnen-Buggy                                          | Samba Party                                           | Title Screen - Samba de Amigo                         |
| Banjo & Kazooie 2 | Banjo-Kazooie: Schraube Locker                        | Bolt Bucket                                           | Jiggy-Regen                                           | Main Theme Remix - Banjo-Kazooie                      |
| B.D. Joe | Crazy Taxi                                            | Crazy Taxi                                            | Crazy Sprint                                          | Generic Rock Riff                                     |
| Beat | Jet Set Radio                                         | Tokio-To Drifter                                      | Buntes Muster                                         | Jet Set Groove 3 - Jet Set Radio Future               |
| Billy Hatcher | Billy Hatcher and the Giant Egg                       | Rasender Gockel                                       | Eier-Rodeo                                            | Theme Song - Billy Hatcher and the Giant Egg          |
| Bonanza Bros. | Bonanza Bros.                                         | Fluchtauto                                            | Luft-Angriff                                          | Level Complete! - Bonanza Bros.                       |
| ChuChus | ChuChu Rocket!                                        | ChuChu-Rakete                                         | Cat-Walk                                              | Network Play ~ We Have A Winner! - ChuChu Rocket!     |
| Jacky & Akira | Virtua Fighter                                        | Rebellenblitz                                         | Virtueller Kampf                                      | Akira's Theme - Virtua Fighter 5                      |
| Opa-Opa | Fantasy Zone                                          | Opa-Opa                                               | Fantasie-Boen                                         | Don’t Stop - Super Fantasy Zone                       |
| Ryo Hazuki | Shenmue                                               | Naofukis Motorrad                                     | Arbeiter                                              | Earth and Sea - Shenmue                               |
| Ulala | Space Channel 5                                       | Kosmosgleiter                                         | Spannungs-Power                                       | Asteroid Belt Go! Go! Astrobeat Jr. - Space Channel 5 |
| Zobio & Zobiko | The House of the Dead EX                              | Horror-Hotrod                                         | Flucht-Liebe                                          | Mission Complete - House of the Dead 4                |
| Xbox Live Avatar 2 | Xbox Live Arcade                                      | Ava-car 720                                           | Paraden-Power                                         | Zugeschnittener Soundtrack                            |
| Mii 3 | Mii                                                   | Super Flitzer                                         | Paraden-Power                                         | Zugeschnittener Soundtrack                            |
| Anmerkungen: 1 Nur auswählbar als DLC in den PlayStation-3- und Xbox-360-Versionen des Spiels 2 Nur auswählbar in der Xbox-360-Version des Spiels 3 Nur auswählbar in der Wii-Version des Spiels |                                                       |                                                       |                                                       |                                                       |

## Strecken
Das Spiel verfügt über 6 Grand Prix, die über je vier Strecken verfügen, die im Einzelrennen-Modus auch einzeln ausgewählt werden können. An jedem sogenannten Austragungsort sind dabei mehrere, unterschiedliche Strecken vorhanden. Die Strecken basieren dabei immer auf eine Videospielserie von Sega, wobei sich die Sonic-Serie auf das Spiel Sonic Heroes (2003) begrenzt.
| Strecken in Sonic & Sega All-Stars Racing | Strecken in Sonic & Sega All-Stars Racing | Strecken in Sonic & Sega All-Stars Racing | Strecken in Sonic & Sega All-Stars Racing |
| Grand Prix                                | Austragungsort                            | Strecke                                   | Ursprung                                  |
| ----------------------------------------- | ----------------------------------------- | ----------------------------------------- | ----------------------------------------- |
| Chao-Pokal                                | Strandparadies                            | Wallagune                                 | Sonic Heroes                              |
| Chao-Pokal                                | Schneeburg                                | Eiszapfental                              | Billy Hatcher and the Giant Egg           |
| Chao-Pokal                                | Casinopark                                | Roulette-Route                            | Sonic Heroes                              |
| Chao-Pokal                                | Karnevalland                              | Sonnenscheintour                          | Samba de Amigo                            |
| Graffiti-Pokal                            | Tokyo-To                                  | Shibuya-Zentrum                           | Jet Set Radio Future                      |
| Graffiti-Pokal                            | Curiens Anwesen                           | Verwunschener Wald                        | The House of the Dead EX                  |
| Graffiti-Pokal                            | Letzte Festung                            | Turbinenring                              | Sonic Heroes                              |
| Graffiti-Pokal                            | Wirrer Dschungel                          | Baumwipfel                                | Super Monkey Ball                         |
| Kikeriki-Pokal                            | Schneeburg                                | Burgwallstraße                            | Billy Hatcher and the Giant Egg           |
| Kikeriki-Pokal                            | Letzte Festung                            | Roboterfabrik                             | Sonic Heroes                              |
| Kikeriki-Pokal                            | Karnevalland                              | Sprungparade                              | Samba de Amigo                            |
| Kikeriki-Pokal                            | Casinopark                                | Flipper-Highway                           | Sonic the Hedgehog                        |
| Grusel-Pokal                              | Curiens Anwesen                           | Graben                                    | The House of the Dead EX                  |
| Grusel-Pokal                              | Strandparadies                            | Verlorener Palast                         | Sonic Heroes                              |
| Grusel-Pokal                              | Geröllwüste                               | Pharaonenreich                            | Super Monkey Ball                         |
| Grusel-Pokal                              | Tokyo-To                                  | Rokkaku-Hügel                             | Jet Set Radio Future                      |
| Samba-Pokal                               | Karnevalland                              | Achterbahn                                | Samba de Amigo                            |
| Samba-Pokal                               | Tokyo-To                                  | City-Highway                              | Jet Set Radio Future                      |
| Samba-Pokal                               | Curiens Anwesen                           | Spukhalle                                 | The House of the Dead EX                  |
| Samba-Pokal                               | Strandparadies                            | Meeresruine                               | Sonic Heroes                              |
| Affen-Pokal                               | Casinopark                                | Bingo-Bahn                                | Sonic Heroes                              |
| Affen-Pokal                               | Dinoberg                                  | Lavahöhle                                 | Billy Hatcher and the Giant Egg           |
| Affen-Pokal                               | Piratenmeer                               | Affenziel                                 | Super Monkey Ball                         |
| Affen-Pokal                               | Letzte Festung                            | Donnerdeck                                | Sonic Heroes                              |

## Synchronisation
Während der Ansager und Kommentator auch während des Rennens deutsch spricht, so verfügen die einzelnen Charaktere über einheitliche Sprachausgabe, auch in der japanischen Version. Dabei wurden zumeist bereits aufgenommene Sprachsamples wiederverwendet. Einzig für Big the Cat wurden neue Sprachaufnahmen mit einem neuen Synchronsprecher, Oliver Wyman, aufgenommen. Es war das letzte Mal, dass Jason Anthony Griffith als Sonic und Shadow, Amy Palant als Tails, Dan Green als Knuckles und Lisa Ortiz als Amy zu hören waren.
| Synchronsprecher in Sonic & Sega All-Stars Racing | Synchronsprecher in Sonic & Sega All-Stars Racing |
| Figur im Spiel                                    | Synchronsprecher                                  |
| ------------------------------------------------- | ------------------------------------------------- |
| Sonic the Hedgehog                                | Jason Anthony Griffith                            |
| Shadow the Hedgehog                               | Jason Anthony Griffith                            |
| Miles Tails Prower                                | Amy Palant                                        |
| Knuckles the Echidna                              | Dan Green                                         |
| Amy Rose                                          | Lisa Ortiz                                        |
| Dr. Eggman                                        | Mike Pollock                                      |
| Big the Cat                                       | Oliver Wyman                                      |
| AiAi                                              | Kaoru Morota                                      |
| Akira Yuki                                        | Shinichiro Miki                                   |
| Banjo & Kazooie                                   | Chris Sutherland                                  |
| B.D. Joe                                          | Kent Frick                                        |
| Billy Hatcher                                     | Hikaru Kobayashi                                  |
| Jacky Bryant                                      | Eric Kelso                                        |
| Ryo Hazuki                                        | Corey Marshall                                    |
| Ulala                                             | Apollo Smile                                      |

## Entwicklung
Sonic & Sega All-Stars Racing war zunächst unter dem Titel Sega Superstars Racer in Entwicklung, um einheitlich neben Spielen wie Sega Superstars Tennis zu stehen, was jedoch im Laufe der Entwicklung geändert wurde, da man den Namen Sonic verwenden wollte. Executive Producer Steve Lycett verriet in einem Sega Blog, dass es ursprünglich geplant war, dass Sonic und seine Freunde, ähnlich wie in Sonic R (1997) die Strecken zu Fuß ablaufen sollten und nur die All-Stars auf Fahrzeuge zurückgriffen. Jedoch stimmten Balancing und Proportionen nicht, zudem wäre es zu Fuß nicht möglich gewesen, Drifts auszuführen, weswegen man sich dazu entschied, alle Charaktere in Fahrzeugen antreten zu lassen, auch um von der Spiellogik her gleiche Voraussetzungen für jede Spielfigur zu schaffen.
Weitere geplante, aber letztlich verworfene Charaktere für das Spiel waren unter anderem Segata Sanshirō aus den Werbekampagnen für das Sega Saturn, Gilius Thunderhead aus Golden Axe oder Vyse aus Skies of Arcadia. Auch gab es eine Anfrage an Nintendo, ob man exklusiv in der Wii-Version Super Mario ins Spiel einbauen könne, doch Nintendo lehnte dies mit der Begründung, dass sich die Crossover auf die Mario & Sonic bei den Olympischen Spielen- und Super Smash Bros.-Serien beschränken solle, ab. Ebenfalls geplant waren ursprünglich ToeJam and Earl aus ihrer gleichnamigen Spieleserie, doch dies scheiterte daran, dass die Entwickler nicht die Rechte an den Charakteren erhielten. Als dies publik wurde, starteten Fans eine Internetkampagne und drängten einen der Schöpfer von ToeJam and Earl, Greg Johnson, er solle die Rechte für die Charaktere freigeben. Die hohe Nachfrage bewegte Greg Johnson dazu, sich öffentlich zu melden und kündigte an, sich mit Sega auseinanderzusetzen, um die Rechte zu erteilen, doch später verkündete er, dass er erfahren habe, dass die Entwicklung des Spiels zu weit fortgeschritten sei und ToeJam & Earl deswegen nicht in Sonic & Sega All-Stars Racing vertreten sein werden.

## Rezeption
Sonic & Sega All-Stars Racing wurde allgemein positiv bewertet und erfuhr in allen Bereichen, wie Grafik, Soundtrack, Gameplay, Spielspaß oder technische Präsentation, durchweg gute, wenn auch nicht überschwängliche Resonanz. So fiel oftmals der Vergleich mit dem damals aktuellen Mario Kart Wii, welches das Spiel zwar nicht erreichte, aber die beste Alternative zu dieser Zeit darstellte.

„Was bin ich froh – All-Stars Racing ist echt gut geworden! Meine englischen Freunde von Sumo haben, aufbauend auf ihren OutRun-Erfahrungen, einen polierten Funracer geschaffen, der zwar nichts neu macht, für Sega-Anhänger aber endlich eine Alternative zu Mario Kart darstellt. Größtenteils einfallslosen Items und den zu seltenen Abkürzungen zum Trotz, motivieren der bunte Streckenmix, die 64 Missionen, das belohnende Freischaltsystem und die vielen Sega-Helden auch Solisten langfristig – zu meiner Freude wurden selbst weniger prominente Titel wie Billy Hatcher und Jet Set Radio mit Strecken bedacht. Die Grafikstotterer sind unschön, wirken sich aber nicht auf die Spielbarkeit aus. Auch im Mehrspieler-Modus ist SSAR spaßig, wächst aber nicht über sich hinaus.“

„Sonic & SEGA All-Stars Racing strotzt nur so vor Umfang. 19 Charaktere und Fahrzeuge, über 24 abwechslungsreiche Strecken, ein lokaler 4 Spieler-Modus, nette Spielmodi und ein Online-Modus haben das Spiel im Vorfeld als einen waschechten Mario Kart-Konkurrenten angedeutet. Doch leider haben die Ingenieure aus dem Hause Sumo Digital nicht überall die Qualität erreicht, die man erwarten könnte. So ruckelt es manchmal in den Kurven, im Mehrspieler-Modus wird die Technik erheblich heruntergeschraubt und die Items sind eher langweilig als ergreifend. Ebenso ist der Online-Modus im Gegensatz zum Klassenprimus Mario Kart nicht so stark mit Mitfahrern besetzt. Wären wir eine Auto-Zeitung, würden wir Nintendos Mario Kart Wii als Mercedes bezeichnen und Sonic & SEGA All-Stars Racing in Form eines dunkelblauen VW Golf auf den zweiten Platz verweisen. Wer noch einen weiteren Fun-Racer in seinem Regal benötigt und mit den Kritikpunkten leben kann, darf aber zugreifen.“

Es gab nur geringe Wertungsunterschiede zwischen den einzelnen Versionen, wobei die höhere Metacritic-Wertung der iOS-Version durch das vergleichsweise allgemein niedrigere Gamingniveau dieses Systems zu begründen ist.